# تفجير بلد 2008
تفجير بلد هو تفجير إرهابي وقع في 10 فبراير 2008 عندما انفجرت سيارة مفخخة في سوق في بلد، صلاح الدين، بالقرب من نقطة تفتيش استراتيجية للجيش العراقي. أسفر الهجوم عن مقتل ما لا يقل عن 25 شخصًا وإصابة 40 آخرين، على الرغم من أن بعض التقديرات تشير إلى أن عدد القتلى قد يصل إلى 33. كما أفادت التقارير بفقدان عدة أشخاص، مما زاد من حصيلة القتلى.

## الضحايا
كان من بين القتلى الصحفي العراقي علاء عبد الكريم الفرطوسي، وهو مصور صحفي لقناة الفرات الفضائية. ويعد الفرطوسي أول صحفي يُقتل في العراق في عام 2008. كما قُتل سائقه علاء عاصي، فيما أُصيبت الصحفية فاطمة الحسني بجروح خطيرة.

## خلفية
وقع التفجير في نفس اليوم الذي وصل فيه وزير الدفاع الأمريكي روبرت غيتس إلى بغداد دون سابق إنذار ليقابل قادة الحكومة العراقية وقادة القوات الأمريكية، بما في ذلك الجنرال ديفيد بتريوس.
ويُعتبر هذا الهجوم هو ثاني هجوم يستهدف مدينة بلد، حيث حدث الأول في 29 سبتمبر 2005 وأسفر عن مقتل 95 شخصًا.